# Fontaine Kohl
Pour les articles homonymes, voir Kohl.
La fontaine Kohl est une fontaine installée dans la seconde cour du Château de Prague à Prague, en Tchéquie. Elle a été construite en pierre à la fin du XVIIe siècle par les sculpteurs tchèque Hieronymus Kohl et italien Francesco della Torre.
Cette fontaine, datant du XVIIe siècle, est un joyau de l'art baroque, ornée de sculptures élaborées et de motifs exquis. Elle fut commandée par le maire de Prague, Jan Kohl, et fut conçue pour fournir de l'eau potable aux habitants de la ville pendant les périodes de sécheresse. 